# Metepeira nigriventris
Metepeira nigriventris là một loài nhện trong họ Araneidae.
Loài này thuộc chi Metepeira. Metepeira nigriventris được Władysław Taczanowski miêu tả năm 1878.